# Odontopacha fenestrata
Odontopacha fenestrata är en fjärilsart som beskrevs av Aurivillius 1908. Odontopacha fenestrata ingår i släktet Odontopacha och familjen ädelspinnare. Inga underarter finns listade i Catalogue of Life.